# 阿什希爾鎮區 (密蘇里州巴特勒縣)
阿什希爾鎮區（英語：Ash Hill Township）是位於美國密蘇里州巴特勒縣的一個行政鎮區。

## 地方資料
阿什希爾鎮區的面積為339.69平方千米，當中陸地面積為338.98平方千米，而水域面積為0.67平方千米。根據2020年美國人口普查的數據，當地共有人口3056人，而人口密度為每平方千米9人。